# Червена вода
Червéна водá е село в Северна България. То се намира в община Русе, област Русе.

## Религии
Православно християнство.

## Обществени институции
Кметство, полиция, читалище, поща, здравна служба, детска градина, аптека.

## История
През 1966 година при прекопаване на водопровод в село Червена вода са намерени и два глинени съда с 889 сребърни монети – „денарии“. Монетите са най-вече от римските императори Нерон, Галба, Вителий, Веспапиан, Тит, Домициан, Нерва, Траян и Адреан. Най-много монети има от Траян. Всички монети са сечени в Рим и само един екземпляр в провинция Ликия в Мала Азия.
Съществуват също и останки от римски път, строен през времето на Траян, който минава покрай гарата (на сегашното село Червена вода) с посока Дунав (град Русе) към Разград. След като римляните завладяват Балканския полуостров 40 – 50 г. пр.н.е., вдигат около това селище укрепление, охраняващо важния каменен път от крепостта Сексагинта Приста (Русе) за град Абритус (край Разград); в този кастел за няколко месеца през зимата на 8 година след Христа е заключен римският поет Овидий на път към далечната Понтийска крепост Томис (Констанца), където е заточен от император Гай Октавиан Август, поради това че поетът му написва подигравателна епиграма; в този кастел Овидий започва да пише своите „Скръбни елегии“.
По-късно римската твърдина е използвана и от византийците като щит срещу нахлуващите от северскитски племена, но скоро крепостта е превзета от варварите. По време на Първата българска държава около разрушения кастел израства ново селище, за което се знае единствено, че е разрушено до основи от османските турци в края на XIV век.
Синът на прогонения от австрийците унгарски крал Ференц II Ракоци – принц Йозеф Ракоци след смъртта на баща си в Цариград събира унгарските хъшове и тръгва да освобождава поробената си от Австрия родина. Но преди да премине с войската си Дунава, той се разболява и умира през 1738 г. в Червена вода. Погребан е в тогавашната църква „Свети Йоан Предтеча“. През 1767 г., минавайки оттук, датският пътешественик Карстен Нибур пише, че след като не бил видял часовникова кула нито в Египет, нито в Арабия, ни в Индия, в Персия или в цяла Турция от Басра до Балкана, той остава удивен от височината и красотата на червеноводската часовникова кула.

Когато през 1811 г. Русия започва шестата си война срещу Турция, руските войски, предвождани от генерал Кутузов, минават Дунав, но в това време Наполеон Бонапарт напада Русия и Кутузов се връща обратно. Тогава турците запалват Червена вода, събарят седемте черкви (местата, където са били, се наричат „черковища“), събарят и кулата с часовника, изколват населението, а оцелелите жители побягват през Дунава на север, следвайки Кутузов, като отнасят със себе си на север и името на града си (днешният град Черна вода в Румъния).
Тези преселници от Балкана запазват и непокорството си. Те единствени в придунавска България се вдигат да освобождават своето Отечество през 1875 г., за което пише във всички учебници по история, описва го и Захарий Стоянов в своите „Записки по българските въстания“: „Когато пристигнал и войводата на четата Върбан Юрданов, готовите юнаци трябвало да принесат клетва, че ще бъдат верни на своята мила родина. За чудо, тия се закълнали в черкова, по начин твърде тържествен. Доколкото ми е позната историята на новите български движения, не зная почти никъде, щото чета с байрак, с войвода и пр. да се е клела в черкова… а това не е малка дързост. Байракът бил внесен в божия храм, той бил предварително осветен от двамата патриоти-свещеници. Юнаците застанали под него гологлави, направили по три поклона и дали обещание, че ще го пазят. Това било вечер. Навън, около черковните дувари, пазела стража. Докато четицата целувала байрака, докато всичките млади юнаци плачели като деца, не от страх или от скръб, че им е мило за живота, но просто ей така, че всичките те били идеални и благородни души, не били умирисани и осквернени от калното блато, което се нарича „благоразумие“, „верноподанически чувства“ и пр., ненадейно и нечакано тия били прободени не от турския ятаган, не от черкезката кама, но от архиерейския златокован жезъл на негово високопреосвещенство святи Доростоло-Червенски митрополит Григорий, който взел ролята на гнусен шпионин спрямо червеноводските юнаци...“
Митрополит Григорий не само издава четата на поробителя, но и лично арестува предводителя ѝ Тома Кърджиев, като го примамва уж на христолюбива беседа в митрополията. Въпреки това на 21 септември, в неделя вечерта, четата тръгва с новия си войвода и „се упътила към историческата Трапезица, за да се съедини с голямата търновска чета“. Когато стигнали до Търново, разбрали, че търновци не са въстанали и дружината се разпръснала – „момчетата си взели очите кой накъдето види“. Войводата Върбан Юрданов е предаден от друг българин, двама турски стражари повеждат към Русе окования във вериги войвода, но той успява да извади скрития в пояса си револвер и да убие единия от стражарите, но другият го прострелва, а после го съсича. „А знамето можа да оцелее у един селянин – пише Захарий. – После то се пренесе в Румъния и биде честито да се закълнят под него храбрите герои на „Радецки“, заедно с дързостния им войвода Хр. Ботев.“ Това свято знаме се пази в църквата до 1944 – 1945 г. До тези години селото има над 5000 жители, две седемкласни прогимназиални училища (в едното от тях през турско е учителствал Тома Кърджиев) и едно полусредно земеделско училище в Образцов чифлик (там учител е бил Ангел Кънчев).
През 1896 г. населението събира средства и се построява камбанария от майстор Цанко Иванов от Боженци – едно чудесно произведение на архитектурата, което е най-красивата сграда в Червена вода.
Бунтарският дух на тукашните жители не угасва дълги години – през 1950 – 1952 г. село Червена вода е един от центровете на въоръжената съпротива на българите срещу комунистическата диктатура. Цветана (Ценка) Стефанова Георгиева Попкоева Чалъкова, 22-годишна, член на нелегалното ръководство на горяните, вдъхновител на движението и участничка в сраженията, е осъдена задочно на смърт, след година е заловена и разстреляна. За нея, както и за другите поборници, дали живота си за днешната наша свобода, няма паметен знак.

## Население
Численост на населението според преброяванията през годините:
| \| Година на преброяване \| Численост \| \| --------------------- \| --------- \| \| 1934 \| 3085 \| \| 1946 \| 2843 \| \| 1956 \| 2336 \| \| 1965 \| 2278 \| \| 1975 \| 2000 \| \| 1985 \| 1924 \| \| 1992 \| 1800 \| \| 2001 \| 1742 \| \| 2011 \| 1433 \| \| 2021 \| 1517 \| |           |
| Година на преброяване | Численост |
| 1934 | 3085      |
| 1946 | 2843      |
| 1956 | 2336      |
| 1965 | 2278      |
| 1975 | 2000      |
| 1985 | 1924      |
| 1992 | 1800      |
| 2001 | 1742      |
| 2011 | 1433      |
| 2021 | 1517      |

### Етнически състав
Преброяване на населението през 2011 г.
Численост и дял на етническите групи според преброяването на населението през 2011 г.:
|                     | Численост | Дял (в %) |
| Общо                | 1433      | 100.00    |
| Българи             | 1287      | 89.81     |
| Турци               | 57        | 3.97      |
| Цигани              | 0         | 0.00      |
| Други               | 10        | 0.69      |
| Не се самоопределят | 3         | 0.20      |
| Неотговорили        | 76        | 5.30      |

## Икономика
В селото е разположена птицеферма на групата „Градус“.

## Личности
Родени в Червена вода
- Иван Грозев (1872 – 1957) – поет, мистик и драматург, учител на Йордан Йовков и Ст. Л. Костов
- Стефан Цанев (р. 1936), български драматург и поет
- Цена Стефанова Георгиева (Чалъкова) е родена на 19 април 1929 г. Активна участничка в горянското движение в Русенския край през 1950-те години. Осъдена на смърт, тя е екзекутирана на 26 май 1952 г., леля на Стефан Цанев.
- д-р Михо Михов, написал три тома история на селото в обем 900 страници, която е публикувана. По случай 100 години от рождението на д-р Михов и 135 години от Червеноводската чета, читалище „Тома Кърджиев 1873“ и кметство с. Червена вода издадоха книга от 403 страници, която включва томовете на д-р Михо Михов.
- Веселин Пенгезов (р. 1959), български съдия, генерал-лейтенант
- Тодор Стоянов, български революционер от ВМОРО, четник на Петър Ангелов[8]
- Тодор Цанев (р. 1931), инженер, бивш кмет на Русе

Починали в Червена вода
- Йожеф Ракоци (1700 – 1738), унгарски принц

## Други
Побратимено със село Ракоцифалва, Унгария през 2009 година.